# Jackson Wang
Wang Jia-Er (Chinês tradicional: 王嘉爾, chinês simplificado: 王嘉尔,  pinyin: Wáng Jiāěr, cantonês jyutping: Wong4 Gaa1ji5) (Kowloon Tong, 28 de março de 1994), mais conhecido pelo seu nome artístico Jackson Wang (왕잭슨 em hangul), ou pelo seu nome cantonês de nascença Wang Ka-Yee, é um ex-atleta e esgrimista, rapper, cantor, dançarino, CEO, produtor, modelo e apresentador de televisão honconguês. Ele é popularmente conhecido por suas diversas aparições em programas de variedades, reality shows, e por sua carreira de rapper e cantor na China e Coreia do Sul. Realizou sua estreia como integrante do grupo sul-coreano GOT7 através da JYP Entertainment em 2014. Em 2017, Jackson criou sua própria empresa de dança na China intitulada "Team Wang", por onde atua como solista.
Jackson é um ex-esgrimista, tendo alcançado dezenas de prêmios, inclusive a (11) décima primeira posição nos Jogos Olímpicos de Verão da Juventude de 2010 e a primeira posição no Asian Junior and Cadet Fencing Championship em 2011, assim se tornando o maior esgrimista juvenil da Ásia. Em novembro de 2017, Jackson Wang teve sua presença confirmada no MTV Europe Music Awards como representante da MTV China e Embaixador Oficial da Grande Região da China e ganhou o Asian Music Gala no MTV Special Awards do mesmo. No mesmo mês, também foi confirmado no American Music Awards como representante do Alibaba Group. Ele é fluente em coreano, mandarim, inglês, cantonês, o dialeto de Xangai, tendo também estudado francês quando adolescente.

## Biografia

### Início da vida e carreira
Jackson Wang nasceu em Kowloon Tong, Hong Kong, China, em 28 de março de 1994. Seus pais Ricky Wang (Wang Rui-Ji) e Sophia Wang (Zhou Ping ou Wang Ping) ambos foram atletas. Sua mãe foi uma ginasta artística da China Continental. Seu pai era membro da equipe de esgrima nacional da China e medalha de ouro nos Jogos Asiáticos. Jackson também tem um irmão mais velho que não foi apresentado na mídia, Winston Wang, que tem uma filha e sobrinha de Jackson, Aimee Wang. Aos seus dez anos de idade, ele começou a treinar esgrima, sendo ensinado por seu pai e outros treinadores profissionais. Ele passou a ganhar vários prêmios como parte do time de esgrima nacional de Hong Kong, incluindo o primeiro lugar no Asian Junior and Cadet Fencing Championship em 2011. Jackson estudou na American International School, em Hong Kong, até o décimo primeiro grau. Foi oferecido para ele uma bolsa de estudos para a Universidade de Stanford, mas ele recusou para se tornar um cantor.
Jackson, em 4 de dezembro de 2017, no mesmo dia que realizou seu primeiro mini fanmeeting solo em Hong Kong, disse que antes de ser um trainee oficial da JYP Entertainment, ele foi convidado para fazer uma audição por um caça talentos de uma das BIG3 quando ele estava em Pequim, assistindo a Olimpíada. Os pais dele assustaram alegando que eles queriam raptar/aplicar um golpe nele. Ele fez a audição de qualquer forma e foi aceito. Na época, a empresa estava procurando garotos para montar um grupo chinês. Entretanto ele desistiu porque os pais dele disseram que preferiam que ele ficasse na escola. Em 2011, ele estava na escola jogando basquete e umas pessoas vieram até ele dizendo que a empresa deles tinha Rain, Wonder Girls e 2PM. Eles pediram a Jackson para dançar ali mesmo. Jackson dançou e o pediram para ele fazer uma audição, e então ele passou em primeiro lugar entre 2000 candidatos. Jackson disse que todos pensaram que ele estava maluco por querer desistir de tudo, especialmente seu treinador de esgrima. Mas ele queria queria fazer isso de qualquer forma, porque mesmo que ele tivesse que começar do nada, afinal "nós só vivemos uma vez".
Jackson se mudou para a Coreia do Sul em julho de 2011, tornando-se um trainee na JYP Entertainment. Ele treinou na JYP por dois anos e meio antes de fazer sua estreia oficial. Durante o tempo anterior de sua estreia, ele fez uma aparição no programa de sobrevivência WIN: Who Is Next, que foi transmitido pela Mnet em 6 de setembro de 2013. O programa foi uma competição entre os trainees da YG Entertainment, que levou a criação dos grupos WINNER e iKON, tendo competido contra o último ao lado de outros três outros trainees da JYP: Mark, Yugyeom e Bambam, agora também integrantes do GOT7.

### Vida de trainee
No seu primeiro mini fanmeeting solo, Jackson contou que no terceiro dia na Coreia do Sul como trainee ele foi derrubado pelas emoções. Antes ele estava na "bolha protetora" dos seus pais, mas na Coreia ele estava sozinho, lutando. Ele não queria ser um perdedor e voltar pra casa derrotado, então ele aguentou sozinho. Ele não queria ser persuadido pelos pais a voltar pra casa porque foi uma decisão dele e ele tinha que lidar com as consequências, então ele não contava a eles como se sentia. Ele não podia nem falar de verdade sobre isso com os outros trainees, mesmo que eles fossem amigos, porque todos estavam em uma competição. Se ele contasse, eles saberiam o ponto fraco dele e ele não podia deixar isso acontecer. Ele teve que aprender o idioma, a cultura, etc. Jackson afirmou que aprendeu a língua coreana namorando. Ele não começou a namorar com o propósito de aprender a língua, apenas aconteceu. Ele disse "quando você aprende de um livro, você não aprende as nuances da língua". Ele também afirmou que quando você usa com frequência, você entende os significados das palavras. Ele teve aulas durante meio ano e parou porque, de repente, o coreano dele melhorou muito. Os staffs o perguntavam o porquê de seu coreano havia ficado tão bom do nada. Segundo ele a empresa não podia controlar os namoros enquanto eles eram trainees porque haviam muito deles.
Em julho de 2017, em uma entrevista, Jackson havia afirmado que se sentia inferior aos outros trainees em sua época de trainee e que já havia pensado em suicídio.

### GOT7
Em 6 de janeiro de 2014, Jackson foi introduzido como integrante do boygroup GOT7, no dia em que seu teaser (juntamente com Yugyeom) foram liberados. Ele fez sua estreia oficial como membro do GOT7 com o single de estreia do grupo, "Girls Girls Girls", lançado em 16 de janeiro de 2014, a partir do EP Got It?. No grupo ele atua como lead rapper e face (membro mais popular). Em 2015, Jackson atuou como si mesmo no drama da JYP Entertainment chamado "Dream Knight", onde os outros integrantes do GOT7 também atuam como si mesmos. O drama também teve participações especiais de artistas como 2PM, miss A, Park Ji-min (cantora) e Park Jin-young.
Em 29 de abril de 2016, GOT7 realizou seu primeiro concerto em Seul, onde, junto de Yugyeom e Bambam, Jackson performou duas músicas produzidas por si mesmo, intituladas "I Love It" e "WOLO (We Only Live Once)".
Em novembro de 2017, antes do lançamento do comeback japonês do Got7, "Turn Up", Jackson abandonou todas as atividades do grupo no Japão devido a problemas de saúde e horários conflitantes, inclusive concertos.

### Carreira solo, imagem e Team Wang
A popularidade individual de Jackson aumentou significativamente após de sua aparição no reality show da SBS Roommate, para o qual ele foi premiado com o prêmio de melhor rookie no SBS Entertainment Awards de 2014. Ele apareceu, posteriormente, em vários outros programas de variedades como o Star King, Law of the Jungle, Happy Together, Radio Star, Problematic Men, Our Neighborhood Arts and Physical Education, SNL Korea, Who's the Murderer, Hot Blood Dance Crew, A Look At Myself, Let Go Of My Baby, e vários outros. Em fevereiro de 2014, Jackson teve uma participação especial no albúm "Full Moon" da cantora sul coreana Sunmi, na música intitulada "Frozen In Time" ou "Time Is Up". Além do feat, ele também participou em uma parte da apresentação musical de "Full Moon" ao lado de Sunmi, no Music Bank. Ainda em 2014, ao lado de Sungjae do BTOB, N do VIXX e Hyuk do VIXX, Jackson participou de um quarteto chamado "Big Byung", uma grupo musical produzido pelos MCs do Programa Weekly Idol. O grupo é uma paródia comédia dos grupos de KPOP atuais que leva irônia em suas músicas, inclusive sua MV de debut "Stress Come On!" é considerado o MV mais engraçado do KPOP. Em 12 de maio de 2015, após a saída de Kwanghee, Jackson foi nomeado como um novo MC para o Inkigayo da SBS.
Em dezembro de 2015, Jackson fez sua estreia na televisão chinesa como um dos apresentadores na versão chinesa do programa Take Care of My Refrigerator junto de He Jiong, chamado Go Fridge, que foi bem recebido. Ainda em 2015, Jackson ganhou prêmio de melhor ídolo de variedades no Soompi Awards votado com 75.2% dos votos. Em março de 2016, Jackson foi nomeado como o MC do Fresh Sunday, um programa da Hunan TV.
Em junho de 2017, a JYP Entertainment anunciou que Jackson estaria criando sua própria empresa de dança na China denominada "Team Wang" juntamente a sua carreira solo oficial na China.
Jackson já havia mencionado antes seu interesse pela atuação, mas afirmou que prefere começar de baixo do que ganhar um grande papel de primeira. Jackson é o artista da JYP Entertainment com mais seguidores no Instagram. Jackson é uma pessoa considerada uma "borboleta social" por muitas pessoas que o conhecem e é conhecido por sua personalidade extrovertida. Ele mantém um relacionamento amigável com J.Y.Park, que o considera bom em tudo que faz.
Jackson também é representante da Pepsi na China tendo performado uma música escrita por ele mesmo chamada "Generation 2" e um mini filme onde ele era o protagonista, ao lado de Dong Yu Jie, Chao Ge, Wu Mochou, Shan Ge e Xin Ge. Além da Pepsi, depois de estabelecer seu próprio estúdio na China, Jackson começou sua parceria com marcas de roupa, eletrônicos e bebidas, entre eles Snow Beer, VIVO X21, Adidas, Fendi, Douyin Application, Lenovo na China, Hogan em Hong Kong e muitos outros.
Em 25 de Agosto de 2017 com a denominada "Team Wang Production", Jackson fez sua estreia solo. O primeiro single "Papillon" tem influências de rap e hip hop, onde ganhou vários prêmios, sendo alguns deles de Música do Ano, e Compositor do Ano. Em 29 de Novembro de 2017, o segundo single "Okay" foi lançado e, como o anterior, tem influências de rap e hip hop. A carreira solo de Jackson apenas em seu início gerou prêmios de popularidade e revelação. A popularidade de Jackson cresceu absurdamente após seus singles. Segundo ele, as pessoas os conheciam como apenas um homem que aparecia em muitos programas de TV, mas que hoje em dia o conhecem também como sua carreira solo de cantor.
Em 4 de dezembro de 2017, Jackson realizou seu primeiro mini fanmeeting solo em Hong Kong. Em 15 de dezembro de 2017, Jackson foi confirmado no programa chinês Idol Producer (uma versão chinesa do Produce 101) como mentor de rap. O programa teve sua estreia dia 19 de Janeiro de 2018. No mesmo dia, em sua conta do Instagram, Jackson anunciou com Meng Jia, ex-miss A, uma parceria musical denominada "Mood", que teve sua estreia dia 25 de dezembro de 2017. Além de ser mentor de rap no Idol Producer, também foi mentor na escolha do boygroup chinês da JYP Entertainment, BOYSTORY, mas o programa não foi ao ar. Em 9 de fevereiro de 2018, Jackson foi nomeado embaixador do turismo de Hong Kong.
Em 20 de abril de 2018, ele lançou seu terceiro single solo, "Dawn of Us", uma música em inglês. Mais uma vez, resultado de sua parceria com BOYTOY, fazendo juntos a composição e arranjo. Enquanto "Papillon" aborda a luta consigo mesmo e "Okay" fala sobre amor próprio, "Dawn of Us" é sobre apreciar o presente e viver com entusiasmo. Jackson também fez uma parceria musical com Tia Ray, uma cantora chinesa, na música "Lucky Rain". Em maio, com Eddie Supa e Stan Sono, fez uma participação especial na música "Can't Breathe", que, ao lado de "Papillon" entraram para o albúm chinês "Urban Asian Volume 1", albúm de hip hop e rap que também inclui músicas de outros artistas.
No dia 25 de maio de 2018, lançou seu quarto single solo denominado "Fendiman" que ficou em #1 nos charts americano e chinês. Em julho, teve uma participação especial na música de Alrocco "Bruce Lee", onde o Videoclipe oficial teve data de estreia em 15 de julho de 2018. Em 13 de agosto, Jackson ganhou a categoria "Choice Next Big Thing", se tornando o primeiro chinês a receber um Teen Choice.
Em 6 de novembro de 2018, lançou o single "Different Game", gravado em Hong Kong e no Havaí, com a participação especial de Gucci Mane. Jackson disse que foram mais de 6 meses produzindo. A música ficou em #2 no top americano.
Ainda em 2018, ele se tornou jurado no programa de televisão chinês Sound Of My Dream, onde também performou seus singles e outras músicas como No Diggity.
No início de 2019, em 11 de janeiro, Jackson ganhou o prêmio "Weibo Original Musician Of The Year", na premiação da Weibo, Weibo Night. A sua empresa, Team Wang, parabenizou o cantor no Weibo com uma foto de Jackson com o prêmio. Em 14 de janeiro de 2018, Jackson foi anunciado para participar do Fashion Week em Milão como representante da Fendi. No mesmo dia, anunciou pelo Twitter que se tornou embaixador oficial da marca Fendi. No dia 14 também liberou, com participação especial do rapper chinês Ice, uma música chamada "Red".

## Vida pessoal
Wang fala cinco idiomas: mandarim, cantonês, xangaiense, inglês e coreano.
Em agosto de 2019, durante os protestos de 2019-20 em Hong Kong, Wang carregou uma foto da bandeira chinesa e se declarou "um dos 1,4 bilhão de guardiões da bandeira chinesa" em sua conta oficial do Weibo. Em uma entrevista de janeiro de 2020 para a Forbes, Wang se apresentou como "Jackson Wang da China" e declarou: "Meu objetivo é apenas colocar meu nome na mesa para que todos me conheçam. Eu quero que as pessoas saibam que as crianças chinesas também estão trabalhando em boa música."

## Discografia

### Solos e colaborações
| Ano                                                                                      | Título                                              | Artista                                               | Álbum                             |
| ---------------------------------------------------------------------------------------- | --------------------------------------------------- | ----------------------------------------------------- | --------------------------------- |
| 2014                                                                                     | "Frozen in Time (멈춰버린 시간)"                    | Sunmi feat. Jackson                                   | Full Moon                         |
| 2014                                                                                     | "Stress Come On! (스트레스 컴온!)"                  | Big Byung (빅병)                                      | —                                 |
| 2015                                                                                     | "Ojingeo Doenjang (오징어 된장)"                    | Big Byung (빅병)                                      | —                                 |
| 2016                                                                                     | "Fresh Sunday Theme Son (透鲜滴星期天)"             | com He Jiong                                          | —                                 |
| 2016                                                                                     | "Go Fridge Season 2 Theme Song (拜托了)"            | com o elenco de Go Fridge                             | —                                 |
| 2017                                                                                     | "Go Fridge Season 3 Theme Song" (拜托了冰箱3主题曲) | com o elenco de Go Fridge                             | —                                 |
| 2017                                                                                     | "Novoland: The Castle in the Sky" (九州天空城)      | Novoland: The Castle in the Sky OST                   |                                   |
| 2017                                                                                     | "U&I" (com JB)                                      | The Package OST                                       |                                   |
| 2017                                                                                     | "(V)ision"                                          | propaganda para Vivo                                  |                                   |
| 2017                                                                                     | "Generation 2"                                      | propaganda para Pepsi China                           | —                                 |
| 2017                                                                                     | Papillon                                            | Solo                                                  | (Single)                          |
| 2017                                                                                     | OKAY                                                | Solo                                                  | (Single)                          |
| 2017                                                                                     | MOOD                                                | Jia feat. Jackson Wang                                | (Single)                          |
| 2018                                                                                     | Dawn Of Us                                          | Solo                                                  | (Single)                          |
| 2018                                                                                     | Can't Breath                                        | Eddie Supa feat. Jackson Wang & Stan Solo             | Vibe Presents: Urban Asia, Vol. 1 |
| 2018                                                                                     | X                                                   | propaganda para Snow Beer Super X                     |                                   |
| 2018                                                                                     | Lucky Rain                                          | Tia Ray feat. Jackson                                 | TIARA                             |
| 2018                                                                                     | Fendiman                                            | Solo                                                  | (Single)                          |
| 2018                                                                                     | Bruce Lee                                           | Al Rooco feat. Jackson Wang                           | (Single)                          |
| 2018                                                                                     | Creo en Mi                                          | Sammi Cheng feat. Jackson Wang                        | Believe in Mi                     |
| 2018                                                                                     | Different Game                                      | Jackson Wang feat. Gucci Mane                         | (Single)                          |
| 2018                                                                                     | Hello                                               | Fei feat. Jackson Wang                                | (Single)                          |
| 2019                                                                                     | Red                                                 | Jackson Wang feat. ICE                                | (Single)                          |
| 2019                                                                                     | Abyss                                               | Nicholas Tse feat. Jackson Wang                       | (Single)                          |
| 2019                                                                                     | MK Circus                                           | Dough-boy feat. Jackson Wang                          | Good, Bad & Ugly                  |
| 2019                                                                                     | For The Love Of It                                  | propaganda para Pepsi China (Jackson Wang feat G.E.M) |                                   |
| 2019                                                                                     | Oxygen                                              | Solo                                                  | (Single)                          |
| 2019                                                                                     | Rumble                                              | GoldLink feat. Jackson Wang e Lil Nei                 | Diaspora                          |
| 2019                                                                                     | ANOTHER                                             | Roy Qin feat. Jackson Wang                            | (Single)                          |
| 2019                                                                                     | BULLET TO THE HEART                                 | Solo                                                  | (Single)                          |
| 2019                                                                                     | DWAY                                                | Solo                                                  | (Single)                          |
| 2019                                                                                     | TITANIC                                             | Jackson Wang feat Rich Brian                          | (Single)                          |
| "—" indica lançamentos que não figuraram nas paradas ou não foram lançados nessa região. |                                                     |                                                       |                                   |

### Composições
| Ano  | Álbum                  | Artista                | Música                        | Gravadora         | Letra                         |
| Ano  | Álbum                  | Artista                | Música                        | Gravadora         | Com                           |
| ---- | ---------------------- | ---------------------- | ----------------------------- | ----------------- | ----------------------------- |
| 2014 | Got it?                | GOT7                   | 따라와 (Follow Me)            | JYP Entertainment | Mark                          |
| 2014 | Identify               | GOT7                   | "그냥 오늘 밤" (Just Tonight) | JYP Entertainment | Ryan Im                       |
| 2014 | Identify               | GOT7                   | 달빛 (Moonlight)              | JYP Entertainment | -                             |
| 2015 | Just Right             | GOT7                   | "Back To Me"                  | JYP Entertainment | Sumpeople, Mark               |
| 2015 | Full moon              | Sunmi                  | "Frozen in Time"              | JYP Entertainment | Sunmi                         |
| 2015 | Mad                    | GOT7                   | "GOOD"                        | JYP Entertainment | E.One, Lee Mansung, Mark      |
| 2015 | Mad                    | GOT7                   | "Tic Tic Tok"                 | JYP Entertainment | Chloe, Noday                  |
| 2015 | Mad                    | GOT7                   | "느낌이 좋아" (Feels Good)    | JYP Entertainment | Chloe, Noday, Mark            |
| 2015 | Mad Winter Edition     | GOT7                   | "Confession Song"             | JYP Entertainment | Crucial Star                  |
| 2016 | N/A                    | GOT7                   | "WOLO"                        | JYP Entertainment | Bambam, Yugyeom               |
| 2016 | N/A                    | GOT7                   | "I LOVE IT"                   | JYP Entertainment | Neo Gen Rong                  |
| 2016 | N/A                    | GOT7                   | "FEEL MY VIBE"                | JYP Entertainment | BOYTOY                        |
| 2016 | -                      | para JYP Nation        | "Encore"                      | JYP Entertainment | -                             |
| 2016 | Flight Log: Turbulence | GOT7                   | "Boom x3"                     | JYP Entertainment | BOYTOY, Penomeco              |
| 2016 | Flight Log: Turbulence | GOT7                   | "노잼" (No Jam)               | JYP Entertainment | Yugyeom, Mark, Frants, BamBam |
| 2016 | Flight Log: Turbulence | GOT7                   | "아파" (Sick)                 | JYP Entertainment | Ars (Youngjae), Mark          |
| 2017 | Flight Log: Arrival    | GOT7                   | "Shopping Mal"                | JYP Entertainment | -                             |
| 2017 | Flight Log: Arrival    | GOT7                   | "OUT"                         | JYP Entertainment | -                             |
| 2017 | Flight Log: Arrival    | GOT7                   | "Go Higher"                   | JYP Entertainment | -                             |
| 2017 | -                      | Go Fridge              | Música tema                   | -                 | -                             |
| 2017 | Papillon (Single)      | Solo                   | "Papillon"                    | Team Wang         | BOYTOY                        |
| 2017 | 7 for 7                | GOT7                   | "Face"                        | JYP Entertainment | -                             |
| 2017 | OKAY (Single)          | Solo                   | "OKAY"                        | Team Wang         | BOYTOY                        |
| 2018 | Present: YOU           | GOT7 (Solo/Mark)       | "Made It"                     | JYP Entertainment | BOYTOY                        |
| 2018 | Present: YOU           | GOT7 (Solo/Mark)       | "OMW"                         | JYP Entertainment | BOYTOY, Mark                  |
| 2018 | Present: YOU & ME      | GOT7 (Solo)            | "Hunger"                      | JYP Entertainment | BOYTOY                        |
| 2018 | Present: YOU & ME      | GOT7 (Jackson/Yugyeom) | "Phoenix"                     | JYP Entertainment | BOYTOY                        |

## Filmografia
| Ano  | Título                                        | Network               | Notas |
| ---- | --------------------------------------------- | --------------------- | --- |
| 2013 | WIN: Who is Next                              | Mnet                  | Com Mark, BamBam e Yugyeom (episódio 4) |
| 2014 | Roommate                                      | SBS                   | Segunda temporada |
| 2014 | Hitmaker                                      | MBC Every 1           | Membro do elenco com N e Hyuk do VIXX e Sungjae do BTOB                                                                                        |
| 2014 | Weekly Idol                                   | MBC Every 1           | Episódios 146, 156, 160, 177 e 179 |
| 2014 | Weekly Idol – 4th Awards                      | MBC                   | (31.12.2014, junto com Big Byung) |
| 2014 | Quiz to Change the World                      | MBC                   | (14.06/21.06/12.07/19.07/09.08/16.08/16.09 2014) junto com Jinyoung                                                                            |
| 2014 | Hello! Stranger                               | MBC                   | (08.09.2014) |
| 2014 | Simply Kpop                                   |                       | (25.07.2014, como MC especial) |
| 2014 | After School Club                             | Arirang TV            | (16.07.2014, 02.07.2014, 09.04.2014, junto com Mark)                                                                                           |
| 2014 | Star King                                     | SBS                   | (05.07.2014, junto com JB, Mark e Jinyoung), (15.02.2014, junto a Mark, JB e Youngjae), (06.12.2014, 13.12.2014, junto com Jinyoung e Yugyeom) |
| 2014 | 1000 songs Challenge                          | SBS                   | (09.03.2014, junto com JB, Jinyoung e Youngjae)                                                                                                |
| 2014 | Vitamin                                       | SBS                   | (10.12.2014) |
| 2014 | Radio Star                                    | MBC                   | (17.12.2014) |
| 2014 | M! Countdown Christmas Especial – MC Especial | Mnet                  | (25.12.2014, junto com JB e Jinyoung) |
| 2015 | Star King                                     | SBS                   | com Kang Ho Dong, Lee Guk Joo, e outros |
| 2015 | Others' Taste                                 | JTBC                  | - |
| 2015 | Law of the Jungle                             | SBS                   | Membro do elenco em Law of the Jungle in Nicaragua                                                                                             |
| 2015 | Radio Star                                    | MBC                   | com Cao Lu do Fiestar, Jessi, e Lena Park |
| 2015 | Problematic Men                               | tvN                   | Episodio 9 (23 de abril de 2015) |
| 2015 | Cool Kiz on The Block                         | KBS2                  | Episódios 116, 123 e 124 |
| 2015 | Idol Star Athletics Championships             | MBC                   | 2015 & 2015 – Especial de Chuseok (Basquete)                                                                                                   |
| 2015 | Weekly Idol                                   | MBC Every 1           | Episódio 187 com Big Byung & Chamsonyeo, episódio 220 com GOT7                                                                                 |
| 2015 | Happy Together                                | KBS                   | (22.01.2015) |
| 2015 | Dating Alone                                  | JTBC                  | (31.01.2015) |
| 2015 | After School Club                             | Arirang TV            | (11.02.2015, MC especial, junto com Mark, 07.07.2015, convidado especial junto com Mark)                                                       |
| 2015 | Einstein                                      | MBC                   | (21.02.2015) Ep. 1 e 2 |
| 2015 | World Changing Quiz Show                      | MBC                   | (07.03.2015) |
| 2015 | Comedy Big League                             |                       | (07.03.2015) |
| 2015 | Inkigayo                                      | SBS                   | como MC oficial |
| 2015 | Coreia-China Dream team                       |                       | (07.11.2015) |
| 2015 | A Look At Myself’                             | KBS                   | Dezembro |
| 2015 | Please Take Care of My Refrigerator           |                       | MC oficial |
| 2015 | Running man                                   | SBS                   | Episódio 272, 08.11.2015, junto com todos membros do GOT7                                                                                      |
| 2016 | A Look At Myself                              | KBS                   | Episódios 19, 24-37 e 38 |
| 2016 | Real Men                                      | MBC                   | Em Friendly Enlisting Special com Bambam do GOT7                                                                                               |
| 2016 | Go Fridge                                     | Tencent e Zhejiang TV | Co-apresentação, junto de He Jiong |
| 2016 | Fresh Sunday                                  | Hunan TV              | Co-apresentação, junto de He Jiong |
| 2016 | Idol Star Athletics Championships             | MBC                   | 2016 (Arco-e-flecha & basquete) |
| 2016 | SNL Korea                                     | tvN                   | Sétima temporada, episodio 7-9 de abril de 2016                                                                                                |
| 2016 | Celebrity Bromance                            | Naver e MBC           | Quinta Temporada, episódios 19-24 (com Jooheon do Monsta X)                                                                                    |
| 2016 | Safety First                                  | KBS2                  | 1 de maio de 2016 |
| 2016 | Fighting Man                                  | Jiangsu TV            | Membro de elenco com Wang Kai, Bai Jingting, Yang Shuo, Boran Jing e Jam Hsiao                                                                 |
| 2016 | Weekly Idol                                   | MBC Every 1           | Episódios 245, 246, 248, 258, 260, 261, 262, 263, 270 e 283                                                                                    |
| 2016 | Where is My Friend's Home                     | JTBC                  | Membro do elenco com Bambam do GOT7 para episódios 55-58 na Tailândia                                                                          |
| 2016 | Happy Camp                                    | Hunan TV              | Convidado com Wang Ou em 19 de novembro de 2016                                                                                                |
| 2016 | Please Take Care of My Refrigerator           | JTBC                  | Convidado com Henry Lau (episódios 102-103, 24 e 31 de outubro de 2016)                                                                        |
| 2016 | Top Surprise                                  | Hunan TV              | MC com He Jiong e Wei Daxun |
| 2016 | Twice Private Life                            | Mnet                  | Episódio 7 |
| 2016 | Star King                                     | SBS                   | (05.01.2016, junto com Hani e Hyerin do EXID)                                                                                                  |
| 2016 | 哇!大学生来了                                 |                       | (19.05 e 24.05.2016, junto com BamBam) |
| 2016 | Running Man                                   | SBS                   | (11.09.2016, junto com todos membros do GOT7)                                                                                                  |
| 2016 | Where Is My Friend’s Home                     | JTBC                  | Junto com Bambam |
| 2016 | After School Club                             | Arirang TV            | (Ep. 232 – 04.10.2016) |
| 2016 | The Show Warm-up Time                         | SBS MTV               | (11.10.2016) |
| 2016 | GOT7’s Hard Carry Episodio 0 Avance           | Naver V Live          | (11.10.2016) |
| 2016 | 2016 Mnet Asian Music Awards                  | Mnet                  | (02.12.2016) |
| 2016 | World TV Battle Likes                         | KBS                   | (09.12.2016) |
| 2016 | 2016 SAF Star Zone Boom Up Show               |                       | (25.12.2016) |
| 2016 | 2016 SAF Gayo Daejeon                         | SBS                   | (26.12.2016) |
| 2016 | Gayo Daechukjae                               | SBS                   | (29.12.2016) |
| 2016 | 2016 Gayo Daejejeon                           | MBC                   | (31.12.2016) |
| 2016 | Crime Scene                                   |                       | (2016-2017) |
| 2017 | Crime Scene                                   |                       | (2016-2017) |
| 2017 | Koogle TV!                                    |                       | (04.01.2017) |
| 2017 | Zing Music Awards                             |                       | (07.01.2017) |
| 2017 | 31st Golden Disc Awards                       |                       | (14.01.2017) |
| 2017 | 26th Seoul Music Awards                       |                       | (19.01.2017) |
| 2017 | KWAVE U                                       |                       | (14.02.2017) |
| 2017 | One Point Hangul Lesson                       | NHK                   | (15.03.2017) |
| 2017 | Weekly Idol                                   | MBC Every1            | (15.03.2017, ep 294) |
| 2017 | TV 3Zaaap                                     |                       | (19.03.2017) |
| 2017 | Keep Running                                  | ZJTV                  | (19.05.2017) |

## Videografia

### Aparições em clipes musicais
| Ano  | Título                   |
| ---- | ------------------------ |
| 2015 | Amber - Shake That Brass |
| 2016 | The Unnies - Shut Up     |

## Prêmios e indicações
| Ano  | Prêmio                                      | Categoria                                           | Trabalho nomeado | Resultado |
| ---- | ------------------------------------------- | --------------------------------------------------- | ---------------- | --------- |
| 2011 | Asian Junior and Cadet Fencing Championship | Melhor esgrimista juvenil da Ásia em primeiro lugar | Esgrima          | Venceu    |
| 2014 | 8th SBS Entertainment Awards                | Best Male Rookie Award - Variety                    | Roommate         | Venceu    |
| 2014 | After School Club Awards                    | Best Couple with Mark                               | N/A              | Venceu    |
| 2015 | Soompi Awards                               | Melhor Ídolo de Variedades                          | N/A              | Venceu    |
| 2015 | Allkpop Awards                              | Estrela Masculina em Ascensão                       | N/A              | Venceu    |
| 2016 | 16th Top Chinese Music Awards               | The Most Loved Entertaining Couple with He Jiong    | Go Fridge        | Venceu    |
| 2016 | Tencent Video Star Awards                   | Annual Variety Star Award                           | Go Fridge        | Venceu    |
| 2016 | 16th MBC Entertainment Awards               | Rookie Award in Variety Show                        | Real Men         | Indicado  |
| 2016 | I-Magazine Fashion Face Awards              | Asian Male                                          | N/A              | Indicado  |
| 2016 | Weekly Idol Awards                          | Perfect Match with Park Jin-young                   | N/A              | Venceu    |
| 2017 | 2016 Sina Weibo Night Awards                | Popular Artist of the Year                          | N/A              | Venceu    |
| 2017 | 2016 Weibo Star Award (Hong Kong)           | Popularity Award                                    | N/A              | Venceu    |
| 2017 | Asian Music Gala                            | MTV Special Award                                   | N/A              | Venceu    |
| 2017 | 14th Esquire Man At His Best (MAHB) Awards  | Fashion Music Man of the Year                       | N/A              | Venceu    |
| 2017 | NetEase Attitude Awards                     | Most Attitude Hip Hop Singer/Composer of The Year   | N/A              | Venceu    |
| 2017 | 2018 iQiyi Scream Night                     | Song of the Year                                    | "Papillon"       | Venceu    |
| 2017 | Tencent Video Star Awards                   | Breakthrough Singer of the Year                     | "Papillon"       | Venceu    |
| 2017 | 11º Migu Music Awards                       | Artista Revelação do Ano                            | N/A              | Venceu    |
| 2018 | Festival de fim de ano 蜻蜓FM 2017          | Artista Recomendado Pela Mídia                      | N/A              | Venceu    |
| 2018 | Festival de fim de ano 蜻蜓FM 2017          | Melhor cantor masculino                             | N/A              | Venceu    |
| 2018 | Global Chinese Golden Chart Awards          | Most Popular Newcomer                               | N/A              | Venceu    |
| 2018 | EUA Teen Choice Awards                      | Choice Next Big Thing                               | N/A              | Venceu    |
| 2019 | 2018 Sina Weibo Night Awards                | Weibo Original Musician of the Year                 | Jackson Wang     | Venceu    |

Os prêmios de esgrima não identificados não estão na lista.